# Meseta de Kaieteur
Meseta de Kaieteur (en inglés: Kaieteur Plateau) es una formación importante en el territorio del Esequibo, que se encuentra en el sur, a unos 600 metros sobre el nivel del mar, formando una extensa región de la Sabana de Rupununi en la región de Alto Tacutu-Alto Esequibo, región de Guyana reclamada por Venezuela. Desde esta meseta descienden las muy populares cataratas de Kaieteur.